# Кульков, Николай Иванович
Николай Иванович Кульков (10 декабря 1923 — 22 мая 1974) — разведчик 84-го гвардейского стрелкового полка (33-я гвардейская стрелковая дивизия, 2-я гвардейская армия, 1-й Прибалтийский фронт) гвардии рядовой, участник Великой Отечественной войны, кавалер ордена Славы трёх степеней.

## Биография
Родился 10 декабря 1923 года в деревне Юрьевка (ныне Новоспасского района Ульяновской области) в семье рабочего. Русский. В 1936 году с родителями переехал в город Чимкент (Шымкент, Казахстан). Окончил 9 классов. Работал учеником электрослесаря на Чимкентском химфармзаводе.
В октябре 1940 года, работая на заводе поступил учиться, без отрыва от производства, в Чимкентский аэроклуб. В июле 1941 года на базе аэроклуба была создана авиашкола Гражданского Воздушного флота, в которой он продолжил учёбу.
В 1942 году направляется в Военно-Морское авиационное училище им. Сталина (Моздок).
В ноябре 1942 года добровольно из училища ушёл на фронт. Был направлен в 33-ю гвардейскую стрелковую дивизию, в её составе прошёл весь боевой путь. Воевал во взводе пешей разведки 84-го гвардейского стрелкового полка 33-й гвардейской стрелковой дивизии.
С декабря 1942 года участвовал в боях с захватчиками, боевое крещение получил под Сталинградом, при отражении контрудара группировки Манштейна из района Котельниково. В дальнейшем воевал на Южном фронте, участвовал в освобождении Ростовской области. В этих боях гвардии красноармеец Кульков получил первую боевую награду.
В боях в хуторе Ермилов уничтожил огнём из автомата 13 гитлеровцев и 1 захватил в плен. В разведке под станицей Манычской уничтожил пулемёт. Будучи в разведке под станицей Старочеркасской снял немецкого часового и доставил ценные сведения. В боях под посёлком Матвеев Курган уничтожил больше 10 вражеских солдат. За эти бои награждён медалью «За отвагу».
В дальнейшем дивизия в составе 4-го Украинского фронта участвовала в освобождении Донбасса и Крыма.
6 мая 1944 года в боях на подступах к городу Севастополь в район населённого пункта Камышлы (северо-восточнее города Севастополь) гвардии рядовой Кульков с разведчиками скрытно выдвинулся к траншеям противника, гранатами поразил пулемёт и 3 пехотинцев, чем способствовал продвижению стрелковых подразделений.
Приказом по частям 33-й гвардейской стрелковой дивизии от 25 мая 1944 года (№37/н) гвардии красноармеец Кульков Николай Иванович награждён орденом Славы 3-й степени.
В мае-июне 1944 года 33-я гвардейская стрелковая дивизия в составе 2-й гвардейской армии была передислоцирована в Смоленскую область. С 20 мая находилась в резерве Ставки ВГК, принимала участие в Вильнюсской операции. В июле была передана в состав 1-го Прибалтийского фронта. Здесь дивизия участвовала в Шяуляйской наступательной операции, затем отражала контрудары противника западнее и северо-западнее Шяуляя. В октябре участвовала в Мемельской наступательной операции. В этих боях гвардии рядовой Казанцев заслужил еще два боевых ордена.
9 августа 1944 года находясь в разведке в районе города Шяуляй (Литва) гвардии рядовой Кульков преодолел передний край противника и в его тылу противотанковой гранатой подорвал танк. Был представлен к награждению орденом Славы 2-й степени. Через несколько дней вновь отличился.
16 августа 1944 года в бою за важную высоту в районе населённого пункта Шаукенай (западнее города Шяуляй, Литва) гвардии рядовой Кульков поднялся в атаку, увлекая за собой бойцов, в числе первых ворвался в траншею противника. В бою, перешедшем в рукопашную схватку, гранатами подорвал бронетранспортёр и в ходе схватки уничтожил офицера и 7 гитлеровцев из десанта. Был представлен к награждению орденом Славы 1-й степени.
Приказом по войскам 2-й гвардейской армии от (2 сентября 1944 года (№78/ н) гвардии красноармеец Кульков Николай Иванович награждён орденом Славы 2-й степени.
В январе 1945 года при прорыве обороны противника в Восточной Пруссии был тяжело ранен. На фронт больше не вернулся.
Указом Президиума Верховного Совета СССР  от 24 марта 1945 года гвардии красноармеец Кульков Николай Иванович награждён орденом Славы 1-й степени. Стал полным кавалером ордена Славы.
День Победы встретил в госпитале, врачи ампутировали ногу. В ноябре 1945 года демобилизован по ранению, инвалидом 2-й группы.
Вернулся в город Чимкент (ныне Туркестанской) области. Работал заместителем главного бухгалтера на текстильном комбинате.
Скончался 22 мая 1974 года. Похоронен на кладбище города Шымкент, в квартале воинских захоронений.
Старшина в отставке (1968).

## Награды
- Орден Славы 1-й степени (24.03.1945)[3]
- Орден Славы 2-й степени (12.09.1944)[4]
- Орден Славы 3-й степени (25.05.1945)[5]
- Медаль «За отвагу» (СССР) (1943)[6]
- Медаль «За оборону Сталинграда» (1943)
- Медаль «В ознаменование 100-летия со дня рождения Владимира Ильича Ленина» (6 апреля 1970)
- Медаль «За победу над Германией в Великой Отечественной войне 1941—1945 гг.» (9 мая 1945[7])
- Юбилейная медаль «Двадцать лет Победы в Великой Отечественной войне 1941—1945 гг.» (7 мая 1965[8])
- Юбилейная медаль «40 лет Вооружённых Сил СССР»
- Юбилейная медаль «50 лет Вооружённых Сил СССР» (26 декабря 1967[9])
- Знак «25 лет победы в Великой Отечественной войне» (1970)

## Память
- На могиле установлен надгробный памятник.